# Giōrgos Mpalogiannīs
Giōrgos Mpalogiannīs (in greco Γιώργος Μπαλογιάννης?; Atene, 17 gennaio 1971) è un ex cestista greco.

## Carriera
Con la Grecia ha disputato i Campionati mondiali del 1998 e i Campionati europei del 1999.

## Palmarès
- Campionato greco: 2

Panathinaikos: 2000-01, 2002-03
- Coppa di Grecia: 3

PAOK Salonicco: 1994-95, 1998-99
Panathinaikos:	2002-03
- Eurolega: 1

Panathinaikos: 2001-02
- Coppa Korać: 1

PAOK Salonicco: 1993-94